# Varo-tavi csata
A varo-tavi csata a szovjet-finn téli háború 1939. december 10-ről december 11-re vívott ütközete, amely a tolvajärvi csata közvetlen előzménye volt. A csatát kolbászháborúnak is nevezik, ami a nagy létszámú, ám rosszul felszerelt és hiányosan felkészített szovjet Vörös Hadsereg egyik látványos kudarca volt.

## A csata
December 10-én este a Nyikolaj Beljajev kombrig („komangyir brigadi”, dandárparancsnok) vezette 139-es számú szovjet lövészhadosztály 718-as lövészezredének két zászlóalja meglepetésszerűen a finnek hátába került és megtámadta a karéliai Ilomantsi környékén táborba szállt finn 10. gyalogoshadosztály egységeit, amelynek parancsnoka Aaro Pajari alezredes volt.
A támadás készületlenül érte a finneket, ezért kénytelenek voltak gyorsan meghátrálni. Eközben el kellett hagyniuk a tábort az ott található felszereléssel és ellátmánnyal egyetemben. A szovjet támadás behatolt a finnek ellátási vonalai mögé, azonban nem érte el a finn hadsereg fő hadászati pontját Tolvajärvi falut. Ennek fő oka, hogy a 139. lövészhadosztály támadása kimerült. Az ezred és a hadosztálytörzs közötti összeköttetés a menetelés első napjaiban megszakadt, ezért nem lehetett összehangolt támadást indítani hátulról és szemből. A szovjet katonák fizikailag és szellemileg is összeomlás szélén álltak. Miután öt napig meneteltek a tajgán keresztül fegyverekkel és lőszerrel, éjszakákat töltöttek a dermesztő hidegben, éhesen, senki sem volt képes a harcra gondolni. Amikor a meleg ételt készítő finn tábori konyhákat elfoglalták, a zászlóaljak megálltak. Az oroszok nem voltak képesek folytatni a támadást a finn zászlóaljak hátországa ellen. Mindenki rávetette magát a forró kolbászlevesre. Ez időt adott a finneknek, hogy magukhoz térjenek. Különösen azért, mert Pajari éppen a frontról haladt ugyanazon az úton Korpiselkä felé. Amikor értesült a szovjet rajtaütésről, összegyűjtötte az összes rendelkezésre álló embert, és Korpiselkäből ellentámadásba lendítette a vegyes csapatot. A tolvajärvi  oldalról a 16. gyalogezred 1. és 4. századai kezdtek ellentámadást. A Varolampi térségében december 10-ről 11-re virradó éjjel folyt a csata. A koromsötétben a sikolyok, torkolattüzek mutatták az irányt. Ádáz kézitusa folyt az éjszakai erdőben, és szuronyokat, késeket, lapátokat használtak - mindent, ami éppen kéznél volt. A finn katonák a „Metsa – Korpi” (Erdő – Fenyves mocsár) jelszót kiabálták és válaszolták, hogy az éjszaka sötétjében megkülönböztessék a sajátjaikat az ellenségtől. 
December 11-én reggelre a finnek fölénybe kerültek. A 718. ezred zászlóaljai észak felé, Hirvasjärvi északi részére vonultak vissza. Finn becslések szerint a Vörös Hadsereg katonái közül mintegy 100-an maradtak holtan a csatatéren. A csatát „kolbászháborúnak” nevezték el, mivel a szovjetek néhány halottjának gázálarctáskájában a finn tábori konyhákról származó kolbászokat találtak.

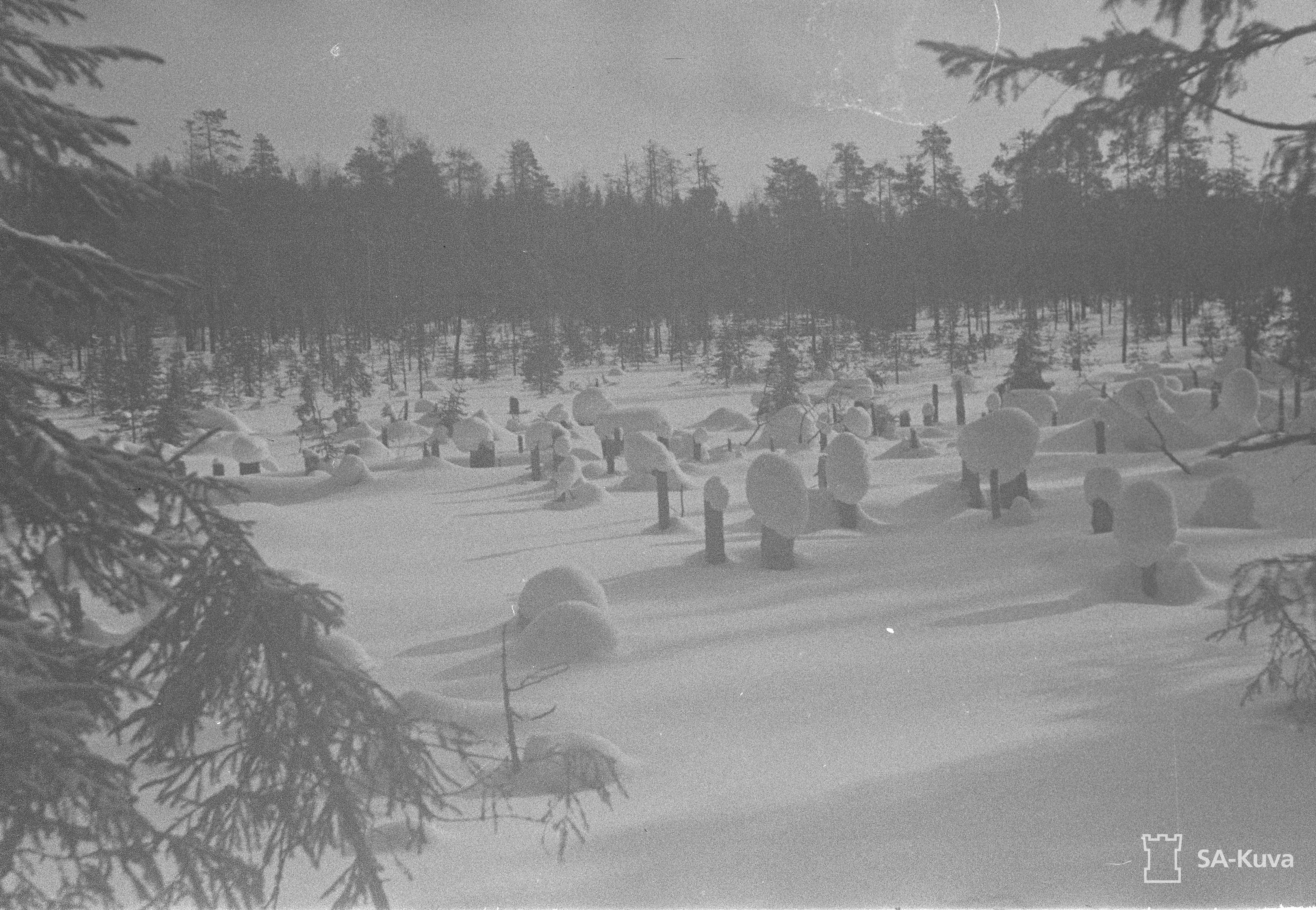
A csata helyszíne december 12-én
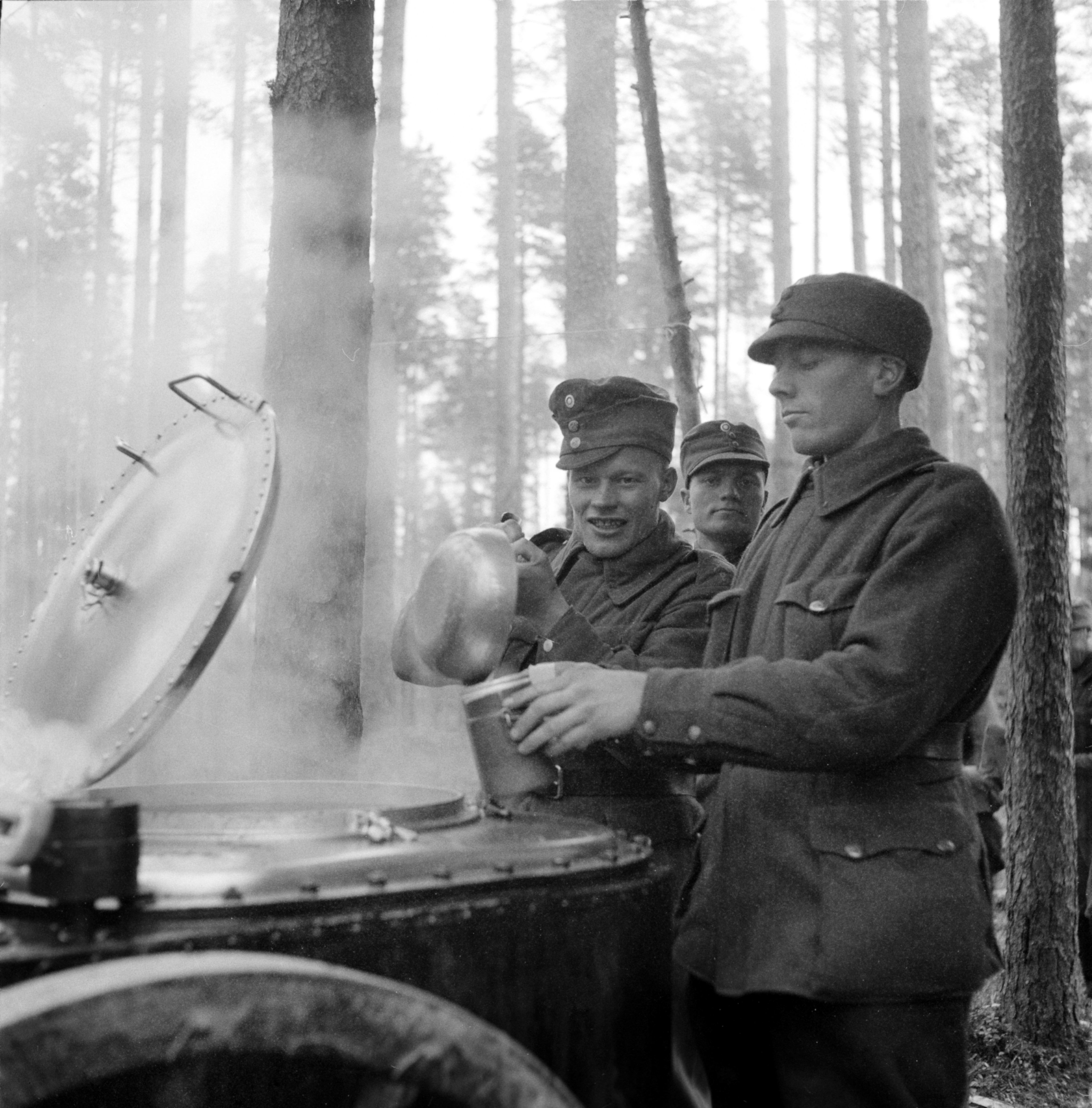
Finn tábori mozgókonyha nem sokkal a háború kezdete előtt (1939 ősz)